# Ир (латиница)
Ʀ, ʀ (ир/капительная R) — буква расширенной латиницы, символ МФА.

## Использование
Была введена в МФА в самой первой его стандартизированной версии (1888). В 1900 году ей было присвоено значение увулярного дрожащего согласного. С 1932 она также могла обозначать увулярный одноударный согласный, однако в 1989 её значение было вновь сужено до увулярного дрожащего согласного.
В УФА обозначает глухой альвеолярный дрожащий согласный (МФА: [r̥]), присутствует в УФА начиная с самой первой его версии.
В транскрипциях Landsmålsalfabetet и Teuthonista обозначает увулярный дрожащий согласный, а в транскрипции Дания — зубной дрожащий согласный (МФА: [r̪]).
Используется для транслитерации руны младшего футарка ир (ᛦ); это единственный контекст, в котором используется заглавная форма буквы (Ʀ).